# Lobophytum cryptocormum
Lobophytum cryptocormum är en korallart som beskrevs av Verseveldt och Tursch 1979. Lobophytum cryptocormum ingår i släktet Lobophytum och familjen läderkoraller. Inga underarter finns listade i Catalogue of Life.